# گوک‌سون
گکسون (به ترکی استانبولی: Göksun) شهری است در کشور ترکیه که در استان قهرمان مرعش واقع شده‌است. جمعیت این شهر بر اساس سرشماری سال ۲۰۰۸ میلادی ۱۸٬۴۶۱ نفر و بر اساس برآوردهای سال ۲۰۰۹ میلادی ۱۹٬۹۱۴ نفر می‌باشد.